# Polisulfuro
Los polisulfuros son sales que contienen aniones lineales del tipo Sn2–.
Se forman por ataque del anión sulfuro sobre el azufre elemental (S8) o por oxidación de sulfuros uniéndose de esta manera dos átomos de azufre.
Históricamente los polisulfuros de amonio (NH4)2Sn jugaron un papel de cierta importancia en la marcha de los cationes permitiendo la precipitación selectiva de un grupo de metales.
También se ha utilizado la reacción de polisulfulros con cloruros de azufre (por ejemplo, el diclorodisulfano Cl–S–S–Cl) en la obtención de ciclos grandes de azufre (ciclo-Sm; m > 8).
El color azul del lapizlázuli se atribuye a radicales de polisulfanos.